# Rashied Ali
Rashied Ali, nato Robert Patterson (Filadelfia, 1º luglio 1933 – New York City, 12 agosto 2009), è stato un batterista statunitense.
La fama di Ali proviene principalmente dal fatto di aver suonato insieme a John Coltrane nelle sue opere più sperimentali negli ultimi due anni di vita del sassofonista.

## Biografia
Patterson nacque e crebbe a Filadelfia, in Pennsylvania; la sua famiglia era composta da musicisti: la madre aveva cantato insieme a Jimmie Lunceford. Il fratello, Muhammad Ali, anch'esso un batterista, suonò anche con Albert Ayler. Robert, insieme al padre e al fratello, si convertì all'Islam e assunse il suo nome islamico di Rashied Ali.
Ali si trasferì a New York nel 1963 e lavorò in vari gruppi musicali con Bill Dixon e Paul Bley. Registrò e si esibì anche con Pharoah Sanders, Alice Coltrane, Arthur Rhames, James Blood Ulmer e molti altri. Inoltre, nel 1965 Ali era stato scelto come secondo batterista, insieme a Elvin Jones, da John Coltrane per suonare nel suo capolavoro free jazz Ascension, ma egli rifiutò l'offerta poco tempo prima dell'inizio delle sedute di registrazione. Coltrane decise di non rimpiazzarlo, e scelse di utilizzare un solo batterista sull'album. Ali iniziò ad incidere insieme a Coltrane solo a partire da Meditations nel novembre 1965.
Oltre al lavoro svolto come strumentista negli ultimi album di Coltrane prima della morte come The Olatunji Concert e soprattutto Interstellar Space (album inciso in duetto con Coltrane all'inizio del 1967), Ali "divenne una figura trainante nello sviluppo delle forme di jazz più avant-garde dell'epoca". Durante i primi anni settanta, Ali divenne il proprietario di un influente loft club situato a New York, chiamato Ali's Alley.  Successivamente Ali formò per breve tempo un gruppo non-jazz chiamato "Purple Trap" con il chitarrista sperimentale giapponese Keiji Haino e il bassista jazz-fusion Bill Laswell. Il loro doppio album, Decided...Already the Motionless Heart of Tranquility, Tangling the Prayer Called "I", venne pubblicato dalla Tzadik Records di John Zorn nel marzo 1999.
Negli anni ottanta, Ali fu membro dei Phalanx, una band formata dal chitarrista James "Blood" Ulmer, dal sassofonista George Adams, e dal bassista Sirone.
Sebbene Ali sia celebre principalmente per i suoi lavori in ambito jazz, il batterista diede anche un contributo importante ad altre forme di arti sperimentali come le performance multi-mediali con la Gift of Eagle Orchestra e i Cosmic Legends.
Negli ultimi anni di vita, Rashied Ali fu a capo del suo omonimo quintetto. Un doppio CD intitolato Judgment Day venne inciso nel febbraio 2005 con Jumaane Smith alla tromba, Lawrence Clark al sax tenore, Greg Murphy al pianoforte, e Joris Teepe al basso. L'album fu registrato nel Survival Studio di proprietà di Ali fin dagli anni settanta. In aggiunta a questi progetti discografici, Ali fece da mentore a numerosi giovani batteristi come, ad esempio, Matt Smith.
Nel 2007, Ali registrò l'album Going to the Ritual in duo con il bassista/violinista Henry Grimes (Porter Records #PRCD-4005), con materiale in seguito rimaneggiato in post-produzione all'epoca della morte di Ali. Ali e Grimes suonarono anche in cinque concerti per duo strumentale tra il 2007 e il 2009, e un sesto concerto nel giugno 2007 insieme al pianista Marilyn Crispell. Ali è anche il batterista ospite sul disco Mystic Journey di Azar Lawrence, registrato nell'aprile 2009 e pubblicato nel maggio 2010.
Il 12 agosto 2009 Rashied Ali è morto all'età di 76 anni all'ospedale di Manhattan, New York, a causa di un attacco cardiaco. Ali ha lasciato la moglie Patricia e tre figli.

## Discografia

### Come leader
- 1971 - New Directions In Modern Music (Survival Records, ristampato dalla Knit Classics) con Carlos Ward, Fred Simmons, Stafford James
- 1972 - Duo Exchange (Survival Records, ristampato dalla Knit Classics) con Frank Lowe
- 1973 - Swift Are The Winds Of Life (Survival Records, ristampato dalla Knit Classics) con Leroy Jenkins
- 1973 - Rashied Ali Quintet (Survival Records, ristampato dalla Knit Classics) con James "Blood" Ulmer
- 1974 - Moon Flight (Knitting Factory)
- 1975 - N.Y. Ain't So Bad (Survival Records, ristampato dalla Knit Classics)
- 1989 - Rashied Ali in France (Blue Music Group)
- 1994 - Peace On Earth: The Music of John Coltrane (Knitting Factory Works) con i Prima Materia e ospiti John Zorn, Allan Chase
- 1995 - Meditations (Knitting Factory Works) con i Prima Materia, incluso Greg Murphy
- 1995 - Bells (Knitting Factory Works) con i Prima Materia
- 1999 - Rings of Saturn (Knitting Factory Works), duetti con il tenorsassofonista Louie Belogenis
- 2000 - Live At Tonic (DIW) con Wilber Morris
- 2008 - Going to the Ritual (Porter Records) con il bassista Henry Grimes
- 2009 - at the Vision Festival con Greg Tardy, James Hurt e Omer Avital. (Blue Music Group)
- 2009 - Eddie Jefferson at Ali's Alley con Eddie Jefferson (Blue Music Group)
- 2009 - Configurations, the Music of John Coltrane con i Prima Materia (Blue Music Group)
- 2009 - Cutt'n Korners con Greg Tardy, Antoine Drye e Abraham Burton. (Blue Music Group)

### Come sideman
Con John Coltrane
- Meditations (1965)
- Live in Japan/Concert in Japan (1966)
- Live at the Village Vanguard Again! (1966)
- Interstellar Space (1967)
- Stellar Regions  (1967)
- Expression (1967)
- The Olatunji Concert: The Last Live Recording (1967)
- Cosmic Music (1967)

Con Peter Brötzmann
- Songlines (1991)

Con Marion Brown
- Marion Brown Quartet (1966)
- Why Not? (1967)

Con Charles Gayle
- Touchin' on Trane (1991)

Con David Murray
- Body and Soul (1993)

Con Phalanx
- Original Phalanx (1987)
- In Touch (1988)

Con Alice Coltrane
- A Monastic Trio (1968)

Con Alan Shorter
- Orgasm (1968)
- Go Groove con Michael Bocian (Gunmar 1989)